# Sjaan Mallon
Adriana Johanna (Sjaan) Mallon (Gouda, 23 oktober 1905 – Schiedam, 1 mei 1970) was een Nederlandse atlete, die zich als een van de eersten in Nederland had toegelegd op de 800 m. Ze beleefde het hoogtepunt van haar atletiekloopbaan in de jaren twintig van de 20e eeuw, nam eenmaal deel aan de Olympische Spelen, veroverde drie Nederlandse titels en vestigde tweemaal een Nederlands record.

## Loopbaan
Sjaan Mallon was lid van Quick in Gouda en maakte deel uit van de Nederlandse afvaardiging naar de Olympische Spelen van 1928 in Amsterdam. Zij behoorde dus tot de eerste atletes die aan dit evenement mochten deelnemen, iets wat tot dan slechts aan mannen was voorbehouden. Ze kwam uit op haar specialiteit, de 800 m, maar finishte in haar serie als vierde, onvoldoende om zich te kwalificeren voor de volgende ronde.
Een maand later behaalde Mallon haar eerste nationale titel in 2.34,2, waarmee ze tevens haar eigen, een week eerder gevestigde nationale record van 2.37,2 alweer verbeterde. In de twee volgende jaren prolongeerde zij haar nationale titel, maar haar tijd uit 1928 zou altijd haar beste tijd blijven.
Sjaan Mallon, later gehuwd met Bal, kwam op 1 mei 1970 als gevolg van een auto-ongeluk om het leven.

## Nederlandse kampioenschappen
| Onderdeel | Jaar             |
| --------- | ---------------- |
| 800 m     | 1928, 1929, 1930 |

## Persoonlijk record
| Onderdeel | Prestatie      | Datum            | Plaats   |
| --------- | -------------- | ---------------- | -------- |
| 800 m     | 2.34,2 (ex-NR) | 2 september 1928 | Enschede |